# Shou'an (köping i Kina, Sichuan)
Shou'an (kinesiska: 寿安镇, 寿安) är en köping i Kina. Den ligger i provinsen Sichuan, i den sydvästra delen av landet, omkring 34 kilometer nordväst om provinshuvudstaden Chengdu.
Genomsnittlig årsnederbörd är 1 318 millimeter. Den regnigaste månaden är juli, med i genomsnitt 377 mm nederbörd, och den torraste är december, med 11 mm nederbörd.